# Karate ai Giochi della XXXII Olimpiade
Le prove di karate sportivo ai Giochi della XXXII Olimpiade si sono svolte tra il 5 e il 7 agosto 2021 al Nippon Budokan. È la prima volta che un torneo di karate viene svolto durante le Olimpiadi. Il programma comprendeva 8 eventi, di cui quattro maschili e quattro femminili.

## Calendario
| Uomini | 67 kg      | 75 kg kata | +75 kg | 4 |
| Donne  | 55 kg kata | 61 kg      | +61 kg | 4 |
| Totale | 3          | 3          | 2      | 8 |

|  | Finali |

## Podi

### Uomini
| Evento                  | Oro              | Argento         | Bronzo                                   |
| fino a 67 kg (dettagli) | Steven Da Costa  | Eray Şamdan     | Darkhan Assadilov Abdelrahman Al-Masatfa |
| fino a 75 kg (dettagli) | Luigi Busà       | Rafael Ağayev   | Gábor Hárspataki Stanislav Horuna        |
| oltre 75 kg (dettagli)  | Sajjad Ganjzadeh | Tareg Hamedi    | Ryutaro Araga Ugur Aktas                 |
| kata (dettagli)         | Ryo Kiyuna       | Damián Quintero | Ali Sofuoglu Ariel Torres Gutierrez      |

### Donne
| Evento                  | Oro              | Argento           | Bronzo                              |
| fino a 55 kg (dettagli) | Ivet Goranova    | Anželika Terljuha | Bettina Plank Wen Tzu-yun           |
| fino a 61 kg (dettagli) | Jovana Prekovic  | Yin Xiaoyan       | Giana Lofty Merve Coban             |
| oltre 61 kg (dettagli)  | Feryal Abdelaziz | Irina Zaretska    | Sofya Berultseva Gong Li            |
| kata (dettagli)         | Sandra Sánchez   | Kiyou Shimizu     | Lau Mo Sheung Grace Viviana Bottaro |

## Medagliere
| Pos. | Paese          | Oro | Argento | Bronzo | Totale |
| ---- | -------------- | --- | ------- | ------ | ------ |
| 1    | Giappone       | 1   | 1       | 1      | 3      |
| 2    | Spagna         | 1   | 1       | 0      | 2      |
| 3    | Egitto         | 1   | 0       | 1      | 2      |
| 3    | Italia         | 1   | 0       | 1      | 2      |
| 5    | Bulgaria       | 1   | 0       | 0      | 1      |
| 5    | Francia        | 1   | 0       | 0      | 1      |
| 5    | Iran           | 1   | 0       | 0      | 1      |
| 5    | Serbia         | 1   | 0       | 0      | 1      |
| 9    | Azerbaigian    | 0   | 2       | 0      | 2      |
| 10   | Turchia        | 0   | 1       | 3      | 4      |
| 11   | Ucraina        | 0   | 1       | 1      | 2      |
| 11   | Cina           | 0   | 1       | 1      | 2      |
| 13   | Arabia Saudita | 0   | 1       | 0      | 1      |
| 14   | Kazakistan     | 0   | 0       | 2      | 2      |
| 15   | Austria        | 0   | 0       | 1      | 1      |
| 15   | Giordania      | 0   | 0       | 1      | 1      |
| 15   | Hong Kong      | 0   | 0       | 1      | 1      |
| 15   | Taipei cinese  | 0   | 0       | 1      | 1      |
| 15   | Stati Uniti    | 0   | 0       | 1      | 1      |
| 15   | Ungheria       | 0   | 0       | 1      | 1      |
|      | Totale         | 8   | 8       | 16     | 32     |